# Carl Dietmar

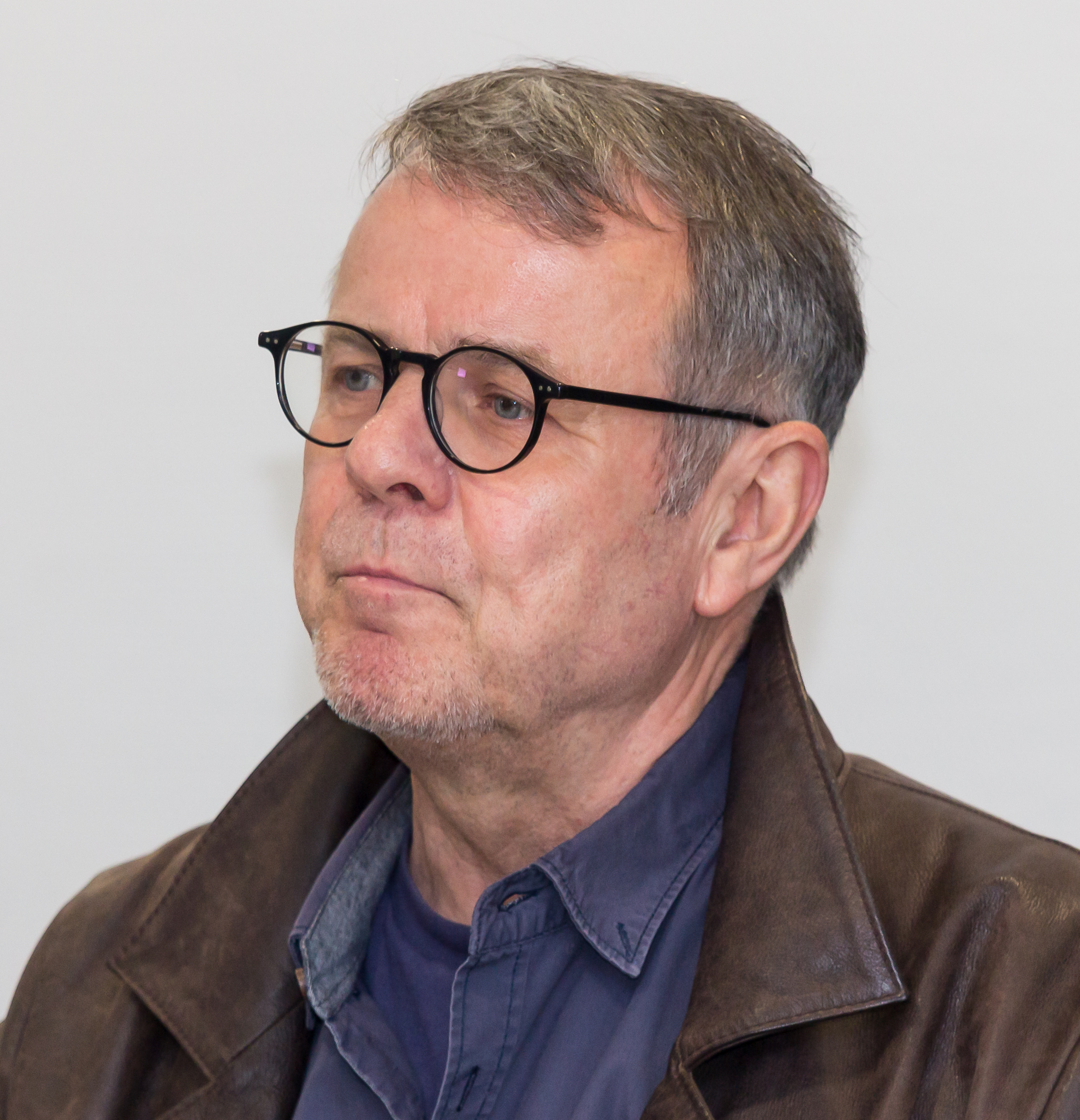
Carl Dietmar (2015)

Carl Dietmar (* 1949) ist ein deutscher Journalist und Autor historischer Sachbücher.

## Werdegang
Carl Dietmar stammt aus dem Ruhrgebiet. In den 1970er Jahren studierte er Geschichte, Völkerkunde und Geographie an der Universität zu Köln und promovierte in mittelalterlicher Geschichte zum Thema Die Beziehungen des Hauses Luxemburg zu Frankreich in den Jahren 1247–1346. Ab 1983 arbeitete er als Journalist für den Kölner Stadt-Anzeiger, von 1990 bis zu seinem Ruhestand 2014 als Redakteur.
Dietmar veröffentlichte zahlreiche Bücher zur Geschichte der Stadt Köln, realisierte Dokumentarfilme zu diesem Thema und fungierte als Experte sowie Berater in dokumentarischen Serien. So verfasste er gemeinsam mit Marcus Trier, dem Direktor des Römisch-Germanischen Museums in Köln, Colonia – Stadt der Franken, die erste zusammenfassende Darstellung der fränkischen Epoche der Stadtgeschichte und untersuchte Alaaf und Heil Hitler mit Co-Autor Marcus Leifeld das Zusammenspiel von NS-Regime und Karneval. Er war beteiligt an Band 3 und Band 4 der mehrteiligen Reihe Geschichte der Stadt Köln, die von der Historischen Gesellschaft Köln herausgegeben wird.
2005 wurde er mit dem KölnLiteraturPreis ausgezeichnet, 2024 mit dem Rheinlandtaler.

## Werke (Auswahl)
- Die Beziehungen des Hauses Luxemburg zu Frankreich in den Jahren 1247–1346 (= Kölner Schriften zu Geschichte und Kultur. Band 5). dme, Köln 1983, ISBN 978-3-922977-11-7.
- Tod des Königs. Ein Krimi aus dem Mittelalter. Emons, Köln 2005, ISBN 978-3-89705-337-3. (Roman)
- mit Marcus Trier: Mit der U-Bahn in die Römerzeit. Ein Handbuch zu den archäologischen Ausgrabungsstätten rund um den Bau der Nord-Süd-Stadtbahn. KiWi, Köln 2005, ISBN 3-462-03575-4.
- Schatzkammer rheinisches Braunkohlenrevier. Geschichten aus der Vergangenheit. Von Zabern, Mainz 2010, ISBN 978-3-8053-4246-9.
- Mit Marcus Leifeld: Alaaf und Heil Hitler. Karneval im Dritten Reich. Herbig, München 2011, ISBN 978-3-7766-2630-8.
- Mit Marcus Trier: Colonia – Stadt der Franken. Köln vom 5. bis 10. Jahrhundert. DuMont, Köln 2011, ISBN 978-3-8321-9635-6.
- Köln in der NS-Zeit. Die Serie aus dem Kölner Stadt-Anzeiger. DuMont, Köln 2013, ISBN 978-3-8321-9750-6.
- Mit Werner Jung: Kleine illustrierte Geschichte der Stadt Köln. Bachem, Köln 2013, ISBN 978-3-7616-2748-8.
- Mit Werner Jung: Köln. Die große Stadtgeschichte. Klartext, Essen 2015, ISBN 978-3-8375-1487-2.
- Mit Hugo Stehkämper: Köln im Hochmittelalter: 1074/75–1288 (= Historische Gesellschaft Köln [Hrsg.]: Geschichte der Stadt Köln. Band 3). Greven, Köln 2016, ISBN 978-3-7743-0443-7.
- Kölner Mythen. Wie die Kölner sich ihre Wahrheit(en) basteln. Kiwi Bibliothek, Köln 2018, ISBN 978-3-462-41270-3.
- Mit Wolfgang Herborn: Köln im Spätmittelalter 1288–1512/13 (= Historische Gesellschaft Köln [Hrsg.]: Geschichte der Stadt Köln. Band 4). Greven, Köln 2019, ISBN 978-3-7743-0445-1.

## Hörspiele (Auswahl)
- 1994: La bonne ville de Cologne – Regie: Annette Kurth (Original-Hörspiel – WDR)